# بامبی تاگ
بامبی رابینسون تاگ (به انگلیسی: Bambie Ray Robinson؛ زادهٔ ۶ مارس ۱۹۹۳) با نام هنری بامبی تاگ (به انگلیسی: Bambie Thug) شناخته می‌شود، خواننده-ترانه‌پرداز ایرلندی است.
او نماینده ایرلند در یوروویژن ۲۰۲۴ بود و مقام ششم را بدست آورد.